# كيفن آرنوت
كيفن آرنوت (بالإنجليزية: Kevin Arnott)‏ (28 سبتمبر 1958 بغيتسهيد في المملكة المتحدة - ) هو لاعب كرة قدم بريطاني في مركز الوسط. لعب مع بلاكبيرن روفرز وشيفيلد يونايتد ونادي تشيسترفيلد ونادي روذرهام يونايتد ونادي سندرلاند ونادي غيتزهد ونادي فاسالوندس.

## وصلات خارجية
- كيفن آرنوت على موقع قاعدة بيانات كرة القدم.إي يو (الإنجليزية)